# Potica de estragón
La potica de estragón es un dulce esloveno tradicional.

## Potica
El nombre potica proviene desde las formas eslovenas que tienen su origen en la Edad Media. En esta forma se utiliza desde la segunda mitad del siglo XIX. La mención más antigua de la potica se encuentra en las obras de Primož Trubar de 1575 y 1577, donde se llamaba povitica. Otros autores que mencionaron la potica en sus obras hasta el siglo XIX fueron: Anton Tomaž Linhart, Valentin Vodnik,Balthasar Hacquet, Janez Trdina y Jožef Pajek.
La publicación más antigua de la receta de potica fue publicada por Janez Vajkard Valvasor en su obra Slava Vojvodine Kranjske de 1689.

## Potica de estragón
Potica de estragón es una variante de potica eslovena muy popular, especialmente en verano, cuando hay suficiente estragón fresco. Lo más importante es la pasta que consiste de harina, huevos, levadura, leche, cáscara de limón, ron, azúcar de vainilla y mantequilla. Debe ser suave y flexible.  El relleno está hecho de crema agria, a menudo cuajada, huevos, azúcar y gran cantidad de estragón fresco.

## Receta
PASTA:
- 50 decagramos de harina 
- 4 decagramos  de levadura
- 1/2 cucharadita de sal
- 1,5 decilitros de leche templado 
- 15 decagramos de mantequilla
- 5 decagramos de azúcar
- 2 huevos
- 2 yemas de huevo
- un poco de ron
- una cáscara de limón
- 1 paquete de azúcar de vainilla   
RELLENO
- 50 decagramos de cuajada
- 1 huevo
- 12 decagramos de mantequilla derretida 
- 2 decilitros de crema agria, 
- azúcar al gusto
- 1 paquete de azúcar de vainilla 
- 5 tazas de estragón picado
Todos los ingredientes deben estar calientes. Primero la levadura debe subir y se mezcla entre la harina tamizada. Luego se agregan lentamente los demás ingredientes. La masa debe subir en cálido por 45 minutos. Para el relleno se derrite la mantequilla, se mezcla cuajada con azúcar y con los demás ingredientes. Si el relleno es un poco de raro, se agregan unas migas de galletas. Luego la masa se enrolla y esparce con relleno, se coloca en una bandeja para hornear esparcida con mantequilla. Se pone en horno a 180 grados por una hora.
Pero un proverbio dice: “Cuantas cocineras, tantas recetas”.